# Чиковани, Георгий Евгеньевич
Георгий Евгеньевич Чиковани (30.06.1928 — 13.03.1968) — советский физик, лауреат Ленинской премии (1970).

## Биография
Окончил Тбилисский университет (1950).
Работал в Институте физики АН Грузинской ССР: научный сотрудник, зам. начальника Эльбрусской экспедиции (1951—1958), зав. лабораторией, зам. директора (1959—1962), старший научный сотрудник, с 1965 г. зав. отделом космических лучей и физики высоких энергий.
Кандидат (1960), доктор (1968) физико-математических наук.
Публикации:
- Чиковани, Георгий Евгеньевич. Избранные труды [Текст] / [Ред. Э. Л. Андроникашвили]; [АН ГССР. Ин-т физики]. — Тбилиси : Мецниереба, 1972. — 355 с.

Лауреат Ленинской премии (1970) — за работу «Трековые искровые камеры».
Внезапно умер 13 марта 1968 г. в возрасте 39 лет от сердечного приступа.